# Torre de' Busi
Torre de' Busi är en ort och kommun i provinsen Bergamo i regionen Lombardiet i Italien. Kommunen hade 2 126 invånare (2018).
Kommunen tillhörde provinsen Lecco från 1992 fram till den 27 januari 2018.